# モールスコム駅
モールスコム駅（モールスコムえき、英語: Moulsecoomb railway station）は、英国南東部の街ブライトン郊外（モールスコム）にあるイースト・コーストウェイ線の鉄道駅。ビーチング・アックスの一環で1980年5月に開業した。

## 運行情報
平日オフピーク時の運行本数は以下の通り。
- ブライトン行き：毎時5本
- シーフォード行き：毎時2本
- ヘイスティングス行き：毎時1本
- ルイス行き：毎時1本

## 駅構造
相対式ホームを持つ地上駅。斜面上にあるため、斜面の上と下両方の道路からアクセスができる。

### のりば
| のりば | 路線                        | 方向 | 行先                             |
| ------ | --------------------------- | ---- | -------------------------------- |
| 1      | ■イースト・コーストウェイ線 | 上り | ブライトン方面                   |
| 2      | ■イースト・コーストウェイ線 | 下り | イーストボーン・シーフォード方面 |

## 駅周辺
- ブライトン大学モールスコム・キャンパス

## 隣の駅
ネットワーク・レール
イースト・コーストウェイ線
■ サザン（ゴヴィア・テムズリンク・レールウェイ）
ロンドン・ロード駅 - モールスコム駅 - ファルマー駅